# Sergio Gerardo Ugalde Godínez
Sergio Gerardo Ugalde Godínez es jurista y juez de Costa Rica, y actual juez de la Corte Penal Internacional (CPI). Antes fue miembro de la Corte Permanente de Arbitraje y embajador de Costa Rica en los Países Bajos.

## Temprana edad y educación
Sergio Ugalde nació el 3 de abril de 1971 en Costa Rica.  Entre 1983 y 1987 asistió al Liceo San Carlos. En el año de 1988 inició sus estudios de derecho en la Universidad de Costa Rica de donde se graduó de Licenciado en Derecho en 1994. Entre 1997 y 1998 amplió sus estudios en la Universidad de Oxford, donde obtuvo un Magister Juris en Derecho Europeo.

## Carrera profesional
Desde el año 2000 trabajó como asesor en derecho internacional en el Ministerio de Relaciones Exteriores, Comercio Internacional y Culto, cargo que ocupó hasta el año 2014. Entre 2005 y 2015 estuvo a cargo de la defensa jurídica en varios casos por parte del Gobierno de Costa Rica.Entre 2014 y 2018 fue embajador de Costa Rica en los Países Bajos.Allí también participó en la preparación de la defensa de Costa Rica contra Nicaragua en el caso de la invasión de la isla Calero ante la CPI.  Entre marzo de 2006 y noviembre del 2019 Ugalde fue miembro de la Corte Permanente de Arbitraje. Entre 2014 y 2018 también fue representante de Costa Rica ante la Organización para la Prohibición de Armas Químicas (OPAQ). Se desempeñó como vicepresidente de la Asamblea de los Estados Partes en el Estatuto de Roma entre 2016 y 2018.  Desde 2019,  fue profesor de derecho internacional en la Universidad de la Paz en San José, Costa Rica. Sergio Gerardo Ugalde Godínez también tuvo una columna en el diario La Nación de Costa Rica. 

## Juez de la Corte Penal Internacional
En marzo de 2020, Sergio Ugalde fur nominado candidato costa rícense de parte del Gobierno de Carlos Alvarado.El 21 de diciembre de 2020, Sergio Ugalde fue elegido un juez de la Corte Penal Internacional por la Asamblea General de las Naciones Unidas. En marzo de 2023, Rusia inició una investigación contra los jueces de la CPI Ugalde Godínez, Tomoko Akane y Rosario Salvatore Aitala luego de que la CPI emitiera una orden de arresto contra su presidente Vladímir Putin .  